# Sladenia celastrifolia
Sladenia celastrifolia là một loài thực vật có hoa trong họ Sladeniaceae. Loài này được Kurz miêu tả khoa học đầu tiên năm 1873.